# Затишное (Закарпатская область)
Затишное (укр. Затишне) — село в Береговской городской общине Береговского района Закарпатской области Украины.
Население по переписи 2001 года составляло 2007 человек. Почтовый индекс — 90552. Телефонный код — 3134. Занимает площадь 0,812 км².

## История
В 1946 году указом ПВС УССР село Тошнадово переименовано в Затишное.